# 绿垂曲霉
绿垂曲霉（学名：Aspergillus viridinutans）是属于散囊菌目发菌科曲霉属的一种真菌，可生长在土壤、霉树叶、兔粪等基物上。该种分布于中国、澳大利亚、俄罗斯、斯里兰卡、赞比亚等地。